# Кемийоки
Ке́мийоки (фин. Kemijoki, швед. Kemi älv) — самая длинная река в Финляндии, её длина 550 км. Пролегает через кунты Кемиярви и Рованиеми, впадает в Ботнический залив Балтийского моря у города Кеми. Средний расход воды — 556 м³/с.
Высота истока — 230 м над уровнем моря. У города Рованиеми сливается с рекой Оунасйоки.
Первая ГЭС была построена на Кемийоки в 1946 году близ селения Исохаара. На данный момент на реке построено 15 ГЭС. Все ГЭС принадлежат компании «Kemijoki Oy», основанной в 1954 году. В 2003 году гидроэлектростанции суммарно вырабатывали 4,3 миллиарда киловатт-часов, что составляло около 34,5 % от всей выработки гидроэлектроэнергии в Финляндии.
Часть бассейна реки (река Тенниёйоки и её притоки) находится на территории России. Кемийоки — единственная река бассейна Ботнического залива, бассейн которой частично расположен в России.